# Атака на Бар'єрні форти

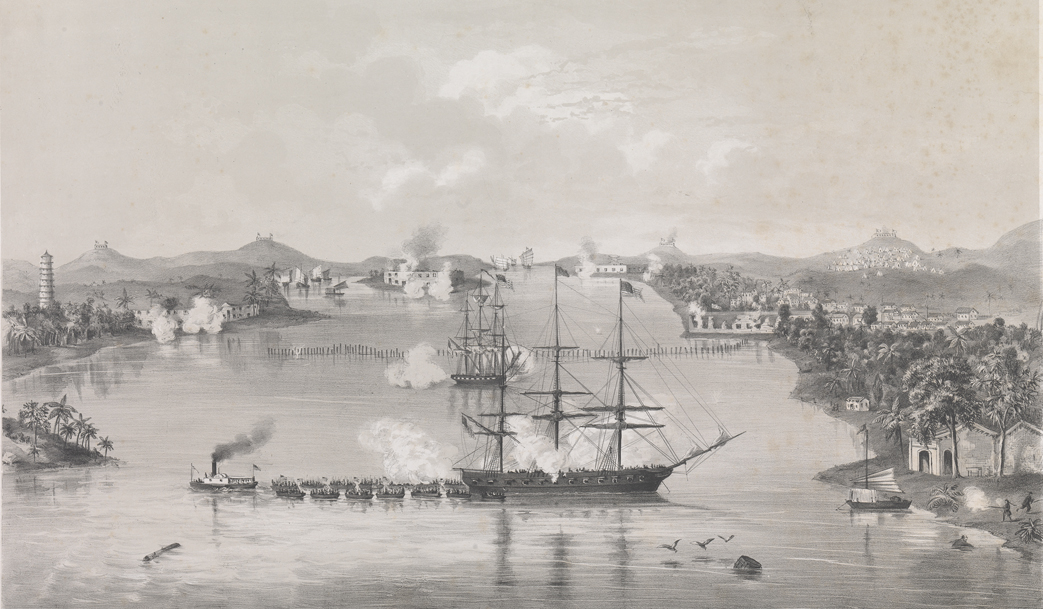
Обстріл китайських укріплень шлюпами "Левант" та "Портсмут" 21 листопада.

Атака на Бар'єрні форти (також відома як Атака на форти Перлової річки) — битва між американськими кораблями та китайськими силами на Сіцзяні, Гуандун, у листопаді 1856 року під час Другої опіумної війни. ВМС США висадили десант для захоплення чотирьох фортів поблизу міста Кантон (сучасне Гуанчжоу). Ця битва розглядалася як важлива британцями, які були зацікавлені у захопленні Кантону.

## Контекст
Відпливаючи від китайського узбережжя, кораблі флоту США "Портсмут" та "Левант" отримали інформацію про початок Другої опійної війни. Ці два шлюпи мали завдання захистити американських громадян, висадивши в Кантоні десант зі 150 морських піхотинців і матросів.
Після мирної висадки американці окупували старе місто. Фрегат "Сан-Ясінто" під командуванням комодора Джеймса Армстронга, і капітан Генрі Г. Белла, прибув до гавані Кантона і дізнався про заняття. Тоді "Сан-Ясінто" висадив власний десант.
15 листопада 1856 року, після нетривалого перебування та без військових зіткнень, десант відійшов з міста. Під час відступу командер Ендрю Г. Фут з "Портсмуту" виїхав на свій корабель. Коли човен пропливав форт Перл-Рівер, китайський гарнізон кілька разів вистрілив по ньому, що не вплинуло на відступ.
Наступного дня моряки США підготували план нападу на укріплення Кантона у відповідь на обстріл командера Фута.

## Битва

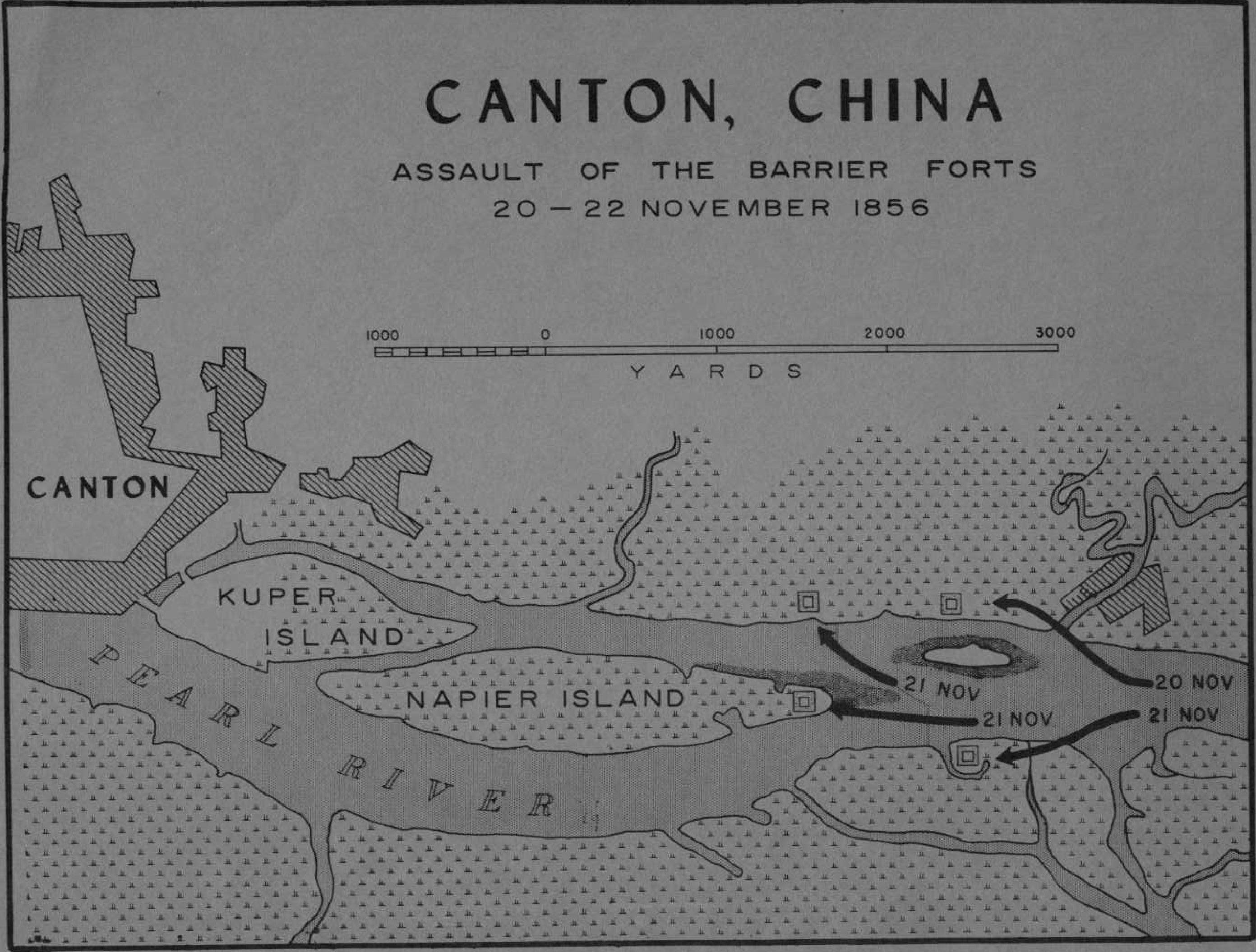
Карта штурму Бар'єрних фортів, 20–22 листопада

Паровий фрегат (Сан-Джакінто) та два шлюпи під командуванням Джеймса Армстронга пробилася вгору через Перловій річці (Сіцзян) і атакували прибережні форти Кантона 16 листопада. "Портсмут" наблизився до крайнього форту і випустив перший залп.
Після двогодинного обстрілу китайські батареї були придушені. Після цього першого зіткнення китайські та американські представники спробували врегулювати конфлікт дипломатичним шляхом. Це не вдалося і 20 листопаді, комодор Армстронг наказав своїм кораблям знову обстріляти ще два китайські форти.
Це обстріл тривав до тих пір, поки вогонь китайських батарей дещо не ослаб. До того часу "Левант", яким командував Вільям Н. Сміт, зазнав 22 гарматних влучень у вітрила, такелаж та корпус. Під прикриттям вогню їхніх кораблів, штурмова команда з 287 бійців на чолі з Футом висадилася не зустрівши опору. Авангард цих сил складали 50 морських піхотинців під командуванням капітана Джоном Д. Сіммса і невеликий загін моряків. Вони швидко захопили перший форт ворога, потім використали його 53 гармати для обстрілу та прикриття захоплення другого форту.
Після захоплення другу позицію, китайці розпочали кілька контратак з близько 3000 солдатів армії Цін з Кантона. Після напружених боїв, які до 24 листопада сили США за допомогою блокади відтіснили атакуючу китайську армію, вбивши та поранивши десятки нападників, захопивши ще два форти та заклепавши запальні отвори у 176 гармат противника.
Втрати китайців оцінюються від 250 до 500 вбитих та поранених. Висаджені підрозділи американців втратили 7 вбитих та 22 поранених. Під час перестрілки з фортами Перлової річки "Левант" втратив одного вбитого та шість поранених. "Портсмут" отримав 18 влучань, а "Левант" 22, але жоден не отримав серйозних пошкоджень.

## Наслідки
Після атаки сил під командуванням Джеймса Армстронга на китайські укріплення знову почалися дипломатичні перемовини, і американський і китайський уряди підписали угоду про нейтралітет США у Другій Опіумній війні. Це закінчило участь Сполучених Штатів у конфлікті до 1859 року, коли комодор Джосайя Теттнелл на зафрахтованому пароплаві Towey Wan взяв участь в битві за форти Таку, яка зрештою була безуспішною. У 1857 році англійці та французи використали Перлову річку для атаки на Кантон.